# まつもと町屋駅
まつもと町屋駅（まつもとまちやえき）は、福井県福井市町屋二丁目にあるえちぜん鉄道三国芦原線の駅。駅番号はE24。

## 歴史
当駅が設置される福井口 - 西別院間は駅間距離が1.6kmと長いことから、地元住民の要望により、2013年（平成25年）3月より「えちぜん鉄道公共交通活性化総合連携計画」の一部として新駅設置の検討が始まり、2014年（平成26年）には概算要求に新駅設置に対しての補助金が盛り込まれた。同年中には「新町屋駅」として整備されることが決定し、2015年（平成27年）8月25日に正式に駅の設置が発表され、同年9月27日に開業した。
駅名の由来は当駅が松本地区と町屋地区の境界線に位置することによる。当駅から南へ100mほどの大規模な住宅団地、福井県営町屋団地も松本地区に位置している。

### 年表
- 2015年（平成27年）9月27日：開業[4][5]。

## 駅構造
単式ホーム1面1線の地上駅。当駅は無人駅となっており、福井口駅方には階段が、西別院駅方には屋根つきのスロープが設置されている。

## 利用状況
1日の平均乗降人員は以下の通りである。
| 乗降人員推移 | 乗降人員推移 |
| 年度         | 1日平均人数  |
| ------------ | ------------ |
| 2015年       | 59           |
| 2016年       | 173          |
| 2017年       | 208          |
| 2018年       | 213          |

## 駅周辺
- 福井市松本小学校
- 福井歯科専門学校
- 福井市医師会看護専門学校
- 法務少年支援センターふくい（福井少年鑑別支所）

## 隣の駅
えちぜん鉄道
■三国芦原線
□快速（上りのみ）・■普通
福井口駅 (E3) - まつもと町屋駅 (E24) - 西別院駅 (E25)